# TrnG-R
De trnG-R of trnG-trnR-sequentie is een nucleotidesequentie gelegen op het chloroplast-DNA van planten. 
De sequentie is gelegen in de Large Single-Copy (LCS)-regio van het genoom, en omvat het gedeelte vanaf het trnG of transfer-RNA-Glycine-gen tot het trnR of transfer-RNA-Arginine-gen. De sequentie is ongeveer 1000 nucleotiden lang en omvat twee exonen en de intron van het trnG-gen, het trnA-gen en de niet-coderende  intergenic spacer (IGS) tussen beide genen.
De trnG-R-sequentie is omwille van zijn beperkte lengte en grote variatie aan nucleotidesequenties, zeer geschikt voor DNA-barcoding en bij fylogenetisch onderzoek van planten.